# Список персонажей Akame ga Kill!
Akame ga Kill! (яп. アカメが斬る! Акамэ га киру!) — японская манга в жанре фэнтези, написанная Такахиро и иллюстрированная Тэцуей Тасиро, выходившая с 20 марта 2010 года по 29 декабря 2016 года от издательства Square Enix.

## Ночной Рейд
Тацуми (яп. タツミ Тацуми) — главный герой истории. Добрый, уравновешенный и доброжелательный человек, который хочет, чтобы все жили хорошо, но не боится быть жестоким, если ему и его друзьям угрожает опасность. Парень из деревни, прибывший в столицу Империи, чтобы спасти свою деревню от бедности. После смерти своих друзей, он узнал, что в стране правит коррупция и зло в лице премьер-министра. Выполнив своё первое задание, Тацуми присоединился к организации «Ночной Рейд». Тэйгу Тацуми — дьявольская броня: «Инкруцио» (яп. 悪鬼纏身 インクルシオ Акки Тэнсин: Инкруцио). Эта броня ему досталась от Булата после его смерти. После смерти Булата, наследует его броню «Инкруцио». В одной из битв с Эсдэс Тацуми просит у «Инкруцио» больше силы. Броня эволюционирует, дав ему возможность сражаться с Эсдес на равных. После, Тацуми узнаёт, что в «Инкруцио» до сих пор живёт душа дракона, из которого и была сделана броня, поэтому дальнейшее использование «Инкруцио» ставит жизнь Тацуми под угрозу. Теперь у брони появился лимит активаций — 4, после чего броня поглотит тело носителя. В финальной битве «Инкруцио» эволюционировала настолько, что поглотило тело Тацуми, и тот превратился в дракона. В форме дракона остаток сознания Тацуми просит Акаме убить его, что она и делает. Но от удара «Мурасамэ» по телу дракона, погибает душа дракона, а не Тацуми. После окончания войны Тацуми, будучи в форме дракона, навещает Майн, лежащую в коме. Та приходит в себя, и они воссоединяются (так как в манге Тацуми и Майн начали встречаться). Также Тацуми передаёт своей деревне деньги, ради которых он и прибыл в столицу. В неканонической концовке (в аниме) погиб, спасая мирных граждан от падающего побеждённого императорского тэйгу. В истинной концовке (в манге) выжил, вернул себе человеческий облик, женился на Майн и ушел из столицы в небольшую деревню, где и начал свою новую жизнь с ней.
Сэйю: Сома Сайто
Английский дубляж: Кори Хартцог
Акаме (яп. アカメ Акаме) — главная героиня истории. Состоит в «Ночном Рейде». Со стороны кажется, что Акаме серьёзная, хладнокровная и бесчувственная девушка, но на самом деле она очень дорожит своими товарищами и заботится о них. Однако в бою не проявляет никаких эмоций, не даёт пощады врагу. В прошлом Акаме и её младшую сестру Куромэ продали родители, и их купила Империя для обучения в качестве элитных убийц. Она была на службе у Империи и видела, насколько сильно та прогнила. Надженда убедила её присоединиться к революции. Тэйгу Акаме — Убийца одним ударом: «Мурасамэ» (яп. 一斬必殺 村雨 Итидзан Хиссацу: Мурасамэ). Этот меч пропитан смертоносным ядом, от которого нет противоядия.  В истинной концовке, после поражения Империи, уплывает на корабле, для того избавиться от своих татуировок, которые начали прогрессировать на ее теле после применения "Мурасаме", а также вернуть Тацуми в человеческую форму. Дальнейшие приключения Акаме раскрываются в манге "Hinowa ga Yuku" ("Завоевательница Хинова").
Сэйю: Сора Амамия
Английский дубляж: Молли Сирси
Майн (яп. マイン Майн) — снайпер «Ночного Рейда». Часто вспыльчивая и легко раздражаемая на тех, кого не очень хорошо знает. Несмотря на холодную внешность, она добра к своим друзьям. Имеет чувства к Тацуми, а после признания в любви (только в манге) становится его девушкой. В детстве над ней издевались люди из-за того, что она полукровка. Борется против расовой дискриминации и хочет, чтобы в новой стране другие расы не испытали того же, что она. Тэйгу Майн — Римская артиллерия «Пампкин»  (яп. 浪漫砲台 パンプキン Роман Ходай: Пампукин). Выглядит тэйгу как снайперская винтовка, чья сила выстрела зависит от эмоций и опасности, которой подвергает себя её владелец. После арки о Борике начала встречаться с Тацуми. В  неканонической концовке   (в аниме) погибла в бою против Будо . В  истинной концовке (в манге) выжила и одолела Будо при отступлении, но в результате полностью истощила себя, впав в состояние похожее на кому.
Сэйю: Юкари Тамура
Английский дубляж: Кристина Келли
Леоне (яп. レオーネ Рэо:нэ) — одна из старших членов «Ночного Рейда». Веселая и спокойная личность. Может вести себя весьма фривольно, например, она запросто кладет голову Тацуми себе на грудь, а в бою любит иногда «заигрывать» с врагами, что не очень нравится Надженде. Тэйгу Леоне — «царь зверей Леонелл»  (яп. 百獣王化 ライオネル Хякудзю: О:ка: Районэру): пояс, превращающий своего владельца в зверя, повышая тому силу, ловкость, выносливость и обостряя все чувства. Также имеет быструю регенерацию, которая залечивает раны и позволяет сращивать оторванные части тела. В аниме погибла от ран после боя с премьер-министром. В манге погибла, пытаясь убить премьер-министра во время последней битвы за Столицу.
Сэйю: Ю Асакава
Английский дубляж: Эллисон Кит
Шелли (яп. シェーレ Сьэ:рэ) — одна из членов «Ночного Рейда». Неуклюжая девушка, которая не умеет ничего, кроме как убивать. Тем не менее, имеет добрую и заботливую натуру. В прошлом её неуклюжесть стала поводом для насмешек и изоляции от людей. Но однажды с ней подружилась девушка, которая не обращала внимания на её недостатки. Когда на подругу напал бывший парень и стал душить, Шелли не растерялась, взяла нож и вонзила ему в горло. Дружбе пришёл конец. Потом небольшая группа людей пришла отомстить за товарища. Они сказали, что уже убили её родителей и теперь она — следующая. Уклонившись от первой атаки, Шелли убила одного, а затем разделалась и с остальными. Вскоре она поняла: убивать — единственное, что она умеет. Тэйгу Шелли — Резак созидания «Экстаз»  (яп. 万物両断 エクスタス Банбуцу Рёдан: Экусутадзу): огромные ножницы, которые могут разрезать абсолютно всё. Погибла в бою с Сэрью Юбикитас.
Сэйю: Мамико Ното
Английский дубляж: Джессика Бун
Надженда (яп. ナジェンダ Надзенда) — глава и основатель «Ночного Рейда». Обладает острым умом и качествами командира, члены «Ночного Рейда» называют её «босс». Её многолетний опыт работы в Империи сделал из неё превосходного лидера. Раньше была генералом имперской армии, коллегой Эсдес. Перешла на сторону революционеров, так как ей были не по нраву жестокость и садизм, проявляемые к врагам Империи. В непродолжительной битве с Эсдес она потеряла правую руку и правый глаз. Теперь она имеет механическую руку и повязку на правом глазу. Когда Акаме приказали убить Надженду, последняя смогла переубедить девушку и переманить её на сторону революции. Раньше имела тэйгу «Калландор», но из-за потери руки теперь не в состоянии его использовать. Сейчас её тэйгу — «молниеносный Сусаноо» (яп. 電光石火 スサノオ Дэнко: Сэкка: Сусаноо). Сусаноо — биологический тэйгу, который выглядит как человек.
Сэйю: Риса Мидзуно
Английский дубляж: Шелли Кален-Блэк
Лаббак (яп. ラバック Рабакку) — член «Ночного Рейда». Обычно спокойный мужчина, иногда ведущий себя как извращенец. Так он подглядывал за Леоне и другими девушками, когда те купались. В прошлом вступил в имперскую армию, чтобы сблизиться с Наджендой. Когда Надженда решила уйти к революционерам, Лаббок помог ей, подделав её и свои данные о смерти, после чего они вместе дезертировали. Тэйгу Лаббока — Бесконечные возможности «Кросс Тейл» (яп. 千変万化 クローステール Сэмпэн Банка: Куросу Тэйру). Тэйгу представляет собой нити, из которых он может делать оружие и ловушки, а также использовать в создании и рассеивании барьеров. Сами нити прочнее стали.  Поскольку члены "Дикой Охоты" не встречаются в аниме-сериале, его смерть в экранизации отличается от манги.
Сэйю: Ёсицугу Мацуока
Английский дубляж: Тайлер Галиндо
Булат (яп. ブラート Бура:то) — член «Ночного Рейда». Имеет мощную мускулатуру, спокойную личность и гомосексуальные наклонности. Иногда флиртует с Тацуми, что последнему не нравится. Раньше был высокопоставленным имперским офицером, но позже предал Империю и ушел к революционерам, так как его начальник отказался принимать взятку от премьер-министра Империи. Тэйгу Булата — дьявольская броня «Инкруцио». Эта броня имеет адаптивные способности. Она меняет свою форму, подстраиваясь под владельца брони и внешние природные условия. На некоторое время может становиться невидимой. Также броня увеличивает физическую силу владельца. К броне есть дополнительное оружие-копьё «Нойнтотер». Погиб в бою с Ливером.
Сэйю: Кацуюки Кониси
Английский дубляж: Дэвид Уолд
Челси (яп. チェルシー Тьэруси:) — одна из убийц в «Ночном Рейде», прибыла вместе с Наджендой и Сусаноо. Озорная личность, имеющая добрые намерения насчет команды. Тэйгу Челси — «Основания Гэя» (яп. 変幻自在 ガイアファンデーション Хэнгэн Дзидзай: Гаиа Фандэ:сён). Тэйгу выглядит как косметичка, но имеет способности превращения. Позволяет Челси превращаться в любое существо и менять свою внешность. Также Челси использует акупунктурные иглы. Благодаря превращению, она подходит к врагу на близкое расстояние и своими иглами наносит смертельные удары в жизненно важные точки. Убита Наталой (одной из кукол Куромэ).
Сэйю: Каори Надзука
Английский дубляж: Эмили Невес
«Молниеносный» Сусаноо (яп. 電光石火 スサノオ Дэнко: Сэкка: Сусано:) — биологический тэйгу Надженды. Выглядит как высокий юноша с бычьими рогами по бокам головы. Присоединяется к «Ночному Рейду», когда тот несёт большие потери. Изначально был создан, чтобы выполнять домашние обязательства, однако позже был найден Наджендой и использован как оружие. Имеет регенеративные способности. Был уничтожен в бою с Эсдес.
Сэйю: Синтаро Асанума.
Английский дубляж: Тай Махани

## Егеря
Эсдес (яп. エスデス Эсудэсу) — лидер «Егерей», сильнейший генерал Империи. Вооружена рапирой. Известна своей силой и склонностью к пыткам. Она влюбляется в Тацуми и пытается заставить его присоединиться к «Егерям», игнорируя его протесты (глава 16). Не знает о том, что Тацуми состоит в «Ночном Рейде» до того, как видит, что он использует «Инкруцио». Когда Тацуми отказывает ей в поцелуе и говорит, что встречается с Майн, Эсдес очень потрясена. В аниме погибает в бою против Акаме. В манге, потерпев поражение в бою с Акамэ и получив смертельную рану, отменяет бесконечную зиму, в которую погрузила всю Империю, после чего замораживает саму себя в лед и разбивает его, перед смертью пожелав Тацуми счастья. Её Тэйгу — Проявление демонического бога: Демонс Экстракт (яп. 魔神顕現 デモンズエキス Мадзин Кэнгэн: Дэмондзу Экису).
Сэйю: Сатоми Акэсака
Английский дубляж: Кристин Отен
Болс (яп. ボルス Борусу) — бывший участник «кремирующего отряда». Тэйгу: Приглашение в чистилище: Рубиканте (яп. 煉獄招致 ルビカンテ" Рэнгоку Сёти: Рубикантэ) (огнемёт, чей огонь невозможно потушить). Из-за своей ужасной внешности носит маску, но несмотря на это, он женат на красивой девушке, и у него есть дочь. Однажды Эсдес снимает с него маску и говорит, что нет ничего страшного в его лице. Убит Челси.
Сэйю: Эйдзи Такэмото
Английский дубляж: Джон Суэзи
Куроме (яп. クロメ Куроме) — младшая сестра Акаме, оставшаяся на службе у Империи. Как и её сестра, Куроме обладает непомерным аппетитом, ест преимущественно сладости. Тэйгу Куроме — Марш мёртвых: «Яцуфуса» (яп. 死者行軍 八房 Сися Якогун: Яцуфуса), с его помощью она может превращать живых существ в мертвецов и контролировать их. Одновременно может держать под контролем до восьми существ. Ее гибель в аниме-сериале является неканоническим вариантом развития сюжета, поэтому согласно официальному канону ( в манге) она выжила и после революции наладила отношения со своей сестрой Акаме и осталась жить с Вейвом.
Марионетки Куромэ:
- Доя — убийца с северных племён, которую прислали для убийства Куромэ.
- Воль — знаменитый телохранитель, однако он охранял цель Куромэ и был убит ею. Побеждён Акамэ.
- Хентар — был выжившим из племени Бан. Был побеждён Челси и Тацуми.
- Рокуго — бывший генерал Империи, разоблачён при попытке предать Империю и убит. Побеждён Наджендой.
- Дестагул — скелетообразный дракон, способный выпускать огромные волны энергии изо рта. Куромэ нашла его спящим в огромной норе и убила. Был побеждён Наджендой после освобождения козырной карты Сусаноо.
- Лягушка Кайзер — большая лягушка, способная растворить всё что угодно кислотой своего желудка.
- Натала — друг детства, довольно сильный боец с необычным оружием, «именно потому, что он мой друг».
- Эйпман — обезьяно-образный монстр. Побеждён Тацуми.

Сэйю: Аяка Охаси
Английский дубляж: Джульет Симмонс
Сэрью Юбикитас (яп. セリューユビキタス Сэрю: Юбикитасу) — член «Егерей», ранее служила в имперской гвардии. Её одержимость справедливостью возникает после гибели отца на службе. Также она очень уважает Огре́, который был её начальником и учителем, и очень страдает после его смерти. Магический зверь трансформации: «Гекатонхэйр» (яп. 魔獣変化 ヘカトンケイル Мадзю: Хэнгэ: Хэкатонкэйру) или Коро (яп. コロ Коро) — биологический тэйгу. Животное, похожее на собаку, которое может трансформироваться и увеличиваться в размере. Обладает очень быстрой регенерацией (если его разрубить, он срастётся за несколько секунд). Кроме того, способен хранить в своём животе большое количество разных предметов. Была побеждена вместе с Коро в битве с Майн, погибла от взрыва самоликвидационной бомбы, вживленной в своё тело Доктором Стайлишем.
Сэйю: Кана Ханадзава
Английский дубляж: Кира Винсент-Дэвис
Уэйв (яп. ウェイブ Уэйбу) — член «Егерей», ранее был жителем приморского села, поэтому обожает морепродукты. Также он предлагает их другим. Считает, что первое впечатление всегда важно, но чаще при этом попадает впросак. Тэйгу Уэйва — Воплощённая резня: «Великая Колесница» (яп. 修羅化身 ランシャリオ Сюра Кэссин: Гурансярио). Как он говорил Тацуми, «Инкруцио» является прототипом Великой Колесницы. Однако можно заметить существенные отличия в свойствах: отсутствие способности невидимости и адаптации к окружению у Великой Колесницы. Внешне она чёрная с дугообразным листом стали за спиной, в остальном подобна «Инкруцио». В истинной концовке, уничтожил меч Куромэ под названием "Яцуфусу" и остановил ее, тем самым предотвратив ее смерть от рук Акамэ, как это было в неканонической концовке (аниме). После гибели премьер-министра  и казни императора, ушел из столицы вместе с Куромэ.
Сэйю: Ёсимаса Хосоя
Английский дубляж: Дэвид Матранга
Доктор Стайлиш (яп. ドクタースタイリッシュ Докута: Сутайриссю) — учёный Империи, обожает проводить эксперименты на людях, из-за чего постоянно ищет подходящий материал. Возможно, Доктор увлекается шахматами, так как свою армию подопытных он называет пешками, а некоторых — слоном и ладьёй. Считает себя «суперстильным» и ни о чём другом не беспокоится. Вкупе с ним действуют его подопытные: разведчики Хана (нос), Ми (глаза), Мими (уши), куча «пешек», а также киборг Тоби («слон») и Усатый Качок («ладья»). Его тэйгу, который ранее принадлежал Шелли, — «Искупление»: тёмные перчатки «Перфектор» (яп. 神ノ御手 パーフェクター Ками но Отэ: Па:фэкута:). Они наделяют руки Доктора исключительной скоростью и точностью, благодаря чему он может довольно быстро штамповать армию, если рядом есть достаточное количество человеческого материала. Убит Акамэ.
Сэйю: Кэн Нарита
Английский дубляж: Джей Хикмен
Ран (яп. ラン Ран) — член «Егерей», ранее был жителем отдаленной деревни. Является заместителем Эсдес. Обладает хорошими бойцовскими качествами. Вступил в группу Эсдес по своим тайным мотивам. Позже выясняется, что он был учителем в родной деревне, где ученики любили его. В один прекрасный день, когда его не было в деревне, ученики были убиты. После этого случая, который был оставлен в тайне ради престижа деревни, соблазнил главу деревни и начал продвигаться по службе, в тайне расследуя дело убитых детей. Тэйгу Рана — «парящий на тысячи миль Мастема» (яп. 万里飛翔 マスティマ Банри Хисё:: Масутима). Мастема позволяет владельцу летать, а перья используются как пули. Нашел и убил виновного, в убийстве детей его деревни , которым оказался один из членов "Дикой Охоты" по имени Чамп . В истинной концовке (в манге) погиб после сражения с тремя членами дикой охоты, позже был пронзен Яцуфусой и стал одной из марионеток Куромэ. В неканоничной концовке   (в аниме) сражался сначала с Леоне, но после того как Имперский Тэйгу стал крушить столицу, стал помогать Ночному Рейду. В конце стал чиновником новообразованного государства.
Сэйю: Дзюндзи Мадзима
Английский дубляж: Крис Паттон

## Критика
Персонажи Akame ga Kill! удостоились различных отзывов. В обзоре UK Anime Network было отмечено, что главный герой Тацуми поначалу изображён как «весёлый и наивный», однако после знакомства с членами «Ночного Рейда» начинает меняться. Мэтт Пакард в рецензии Anime News Network раскритиковал отрицательных персонажей, назвав их «дикарями, безумно ухмыляющимися перед смертью». Вместе с тем команда «Егерей» удостоилась положительных отзывов.